# Lastfaktor (flygmekanik)
Lastfaktor är ett begrepp som används vid tekniska beräkningar i flygsammanhang, bland annat vid hållfasthetsberäkningar.

Grafiken visar hur lastfaktorn n varierar med bankningsvinkeln θ (lutning i roll-led), under en koordinerad gir-manöver där flygplanet behåller sin flyghöjd. Den rosa kraftpilen visar den upplevda tyngdkraften för en passagerare på planet.

Lastfaktorn är ett eller flera dimensionslösa tal som uttrycker hur många gånger större än tyngdkraften som lyftkraften kan tillåtas eller beräknas vara i olika riktningar. 
Lastfaktorn definieras som: 
{\displaystyle n={\frac {L}{W}}}
där
{\displaystyle n} är lastfaktorn (dimensionslös)
{\displaystyle L} är lyftkraften
{\displaystyle W} är planets vikt
Då lastfaktorn är kvoten mellan två krafter så är den dimensionslös. 
Utan index avses därvid normalt krafterna i den riktning som trycker ner piloten i sätet. Om man vill undvika missförstånd uttrycks lastfaktorerna i denna riktning med nz. Under en 9G-sväng är således lastfaktorn nz = 9. Om lasterna verkar i motsatt riktning, till exempel vid en buntrörelse, sätts ett minustecken framför siffran. Vid en bunt på 3G är således nz= -3. nx (positiva eller negativa) betecknar lastfaktorer i flygplanets längdriktning och ny (likaledes positiva eller negativa) i sidled. 
Vid normal flygning genomförs girmanöver med en så kallad koordinerad sväng där både skev- och sidoroder används så att svängen genomförs utan att flygplanet förlorar höjd. Kombinationen av centrifugalkraft och tyngdkraft ger en betydligt högre lastfaktor än vid planflykt, och planet måste dimensioneras så att vingarna kan generera denna "extra" lyftkraft samt att flygplanskroppen kan bära denna belastning. Den "extra" lyftkraft som behövs vid en sväng innebär att stallfarten är högre under en sväng (bankningsmanöver) än vid planflykt.
För ett civilt mindre flygplan som skall kunna tillåtas för avancerad flygning måste flygplanet dimensioneras så att den positiva lastfaktorn nz tillåts vara minst 6 och absolutbeloppet av den högsta tillåtna negativa lastfaktorn måste vara minst 3. För att piloten skall kunna kontrollera att tillåtna gränser inte överskrids är flygplanet utrustat med en g-mätare.

## Anmärkningslista
1. ↑  den lägsta fart som ett flygplan kan framföras med utan att strömningen över vingarna kollapsar och planet förlorar sin manöverförmåga